# ثلاث سيدات (فلم 1924)
ثلاث سيدات (بالإنجليزية: Three Women) هو فيلم أبيض وأسود درامي أمريكي صامت إنتاج عام 1924، المعروف أيضًا باسم الزوجة والصديقة والعاهرة من إخراج إرنست لوبيتش، وبطولة ماي مكافوي، بولين فريدريك وماري بريفوست، واستناداً إلى رواية ليليس إيه من قبل يولاند ماري، يحكي قصة أم وابنتها تقعان في شباك رجال محتال.

## أحداث الفيلم
يحكي قصة السيد إدموند لامونت يستمر في عيش الحياة الرفيعة المستوى على الرغم من كونه غارقاً في الديون. بدأ في استمالة الأرملة الثرية مابل ويلتون في محاولة لخداعها لكنه ينقل مشاعره إلى ابنتها جين، وزواجه منها ولكنه يواصل علاقته مع سيدة أخرى تدعى هارييت، في هذه الأثناء تقع جين في حالة حب مع الطبيب الشاب فريد أرمسترونج ، وعندما رفض لامونت الطلاق جين بدأت الأمور تتصاعد أكثر ، وبلغت ذروتها بقتل إدموند من قبل والدتها ويتم تبرئتها، تاركة جين حرة في السعي وراء السعادة مع فريد.

## فريق التمثيل
- ماي ماكافوي في دور جين ويلتون
- بولين فريدريك في دور السيدة مابل ويلتون
- ماري بريفوست في دور هارييت
- لو كودي في دور إدموند لامونت
- ويلارد لويس في دور هارفي كريج
- بيير جيندرون في دور فريد أرمسترونغ
- ماري كار أمه
- ريموند ماكي في دور صديق فريد
- ماكس ديفيدسون في دور الجواهري (غير معتمد)
- تشارلز فاريل في دور فتى الكلية (غير معتمد)
- جورج جيه لويس في دور فتى الكلية (غير معتمد)
- توم ريكيتس في دور بتلر (غير معتمد)
- رولف سيدان في دور راعي ملهى ليلي (غير معتمد)
- هال طومسون في دور ثانوي (غير معتمد)
- جين وينتون في دور ضيف الكرة الخيرية (غير معتمد)

## روابط خارجية
- ثلاث سيدات  في قاعدة بيانات الأفلام على الإنترنت (بالإنجليزية)
- ثلاث سيدات على موقع أول موفي.
- ثلاث سيدات (فلم 1924) في قاعدة بيانات تيرنر كلاسيك موفيز للأفلام.
- Stills and reviews at Pauline Frederick site, stanford.edu